# Kirby Hall
Kirby Hall est un manoir situé à Gretton dans le Northamptonshire en Angleterre. Il est construit en 1570. Il est actuellement en état de ruine partielle. Il est actuellement géré par l'English Heritage. Kirby Hall a été utilisé comme le lieu principal du tournage de Mansfield Park, ainsi qu'un lieu de tournage de La Nuit des fantômes et de Tournage dans un jardin anglais.